# 2020年6月21日日食
2020年6月21日日食是一次日環食，發生於2020年6月21日。新月當天（即朔日），地球上觀測到月球和太陽的角距離極小，此時月球如果恰好在月球交點附近，穿過太陽和地球之間，與地球、太陽接近一直線，則會出現日食。月球穿過太陽和地球之間，但距地球較遠，本影未能接觸地表，而使偽本影覆蓋的區域內看到月球的角直徑小於太陽，就形成日環食，同時在偽本影兩側數千公里的半影範圍內形成日偏食。此次日環食經過了剛果共和國、剛果民主共和國、中非、南蘇丹、蘇丹、衣索比亞、厄利垂亞、葉門、沙特阿拉伯、阿曼、巴基斯坦、印度、中国大陆、台湾，日偏食則覆蓋了非洲大部分、亞洲大部分及周邊部分地區。

## 日食概況

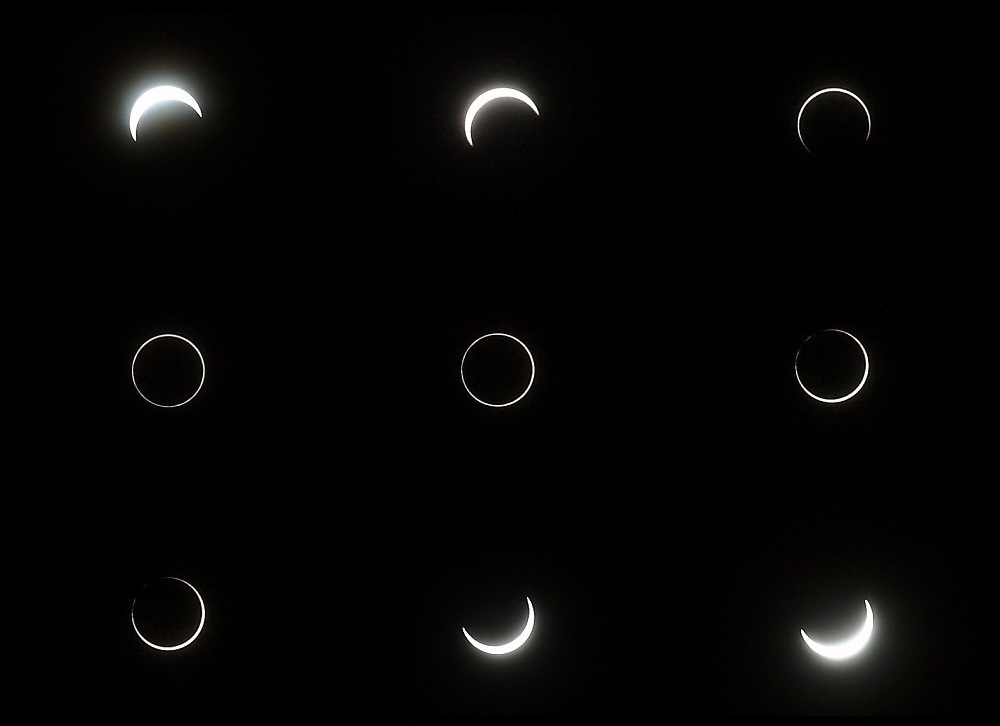
臺灣嘉義縣民雄鄉的日食過程

### 出現區域
剛果共和國利夸拉省東部和剛果民主共和國赤道省交界處在日出時最先看到此次日環食，隨後月球偽本影向東北移動，劃過非洲中部和東部、紅海東南部、阿拉伯半島東南部、阿曼灣、南亞，在印度北阿坎德邦與中國交界的傑莫利縣境內達到最大食分。此後偽本影劃過哈爾德爾峰頂，進入中國大陸，並逐漸轉向東南移動，貫穿臺灣海峽、臺灣後進入太平洋，最終在日落時分結束於關島東南約370公里處的洋面。
偽本影經過的陸地包括：
- 刚果共和国：在利夸拉省東部接觸地表後很快離開該國；
- 刚果民主共和国：自西南向東北斜貫赤道省中部偏北和下韋萊省北部；
- 中非：自西南向東北斜貫上姆博穆省南部；
- 南蘇丹：自西南向東北斜貫西赤道州北部後經過瓦拉卜州南部，斜貫湖泊州，經過團結州南部後斜貫瓊萊州中部偏北和上尼羅州南部；
- 苏丹：擦過青尼羅州極南端；
- 衣索比亞：經過奧羅米亞州西北部後自西南向東北斜貫本尚古勒-古馬茲州中部偏南和阿姆哈拉州，又經過提格雷州東南部後斜貫阿法爾州北部；
- ：自西南向東北斜貫南紅海區；
- 葉門：自西南向東北斜貫荷台達省後經過賴馬省除南部外的絕大部分和扎瑪爾省西北部，斜貫萨那省並經過萨那市南部後再斜貫馬里卜省北部、焦夫省東南部、哈德拉毛省北部；
- 沙烏地阿拉伯：第一次經過該國時擦過奈季蘭省極東南角和東部省極西南角，第二次經過時自西南向東北斜貫東部省東南部；
- 阿曼：自西南向東北斜貫扎希拉區中部偏南、內地區中部偏北、東部區北部、馬斯喀特區中部偏東；
- 巴基斯坦：自西南向東北斜貫俾路支省南部、信德省北部、旁遮普省南部；
- 印度：自西南向東北斜貫拉賈斯坦邦北部和哈里亞納邦北部並經過旁遮普邦東南部，斜貫北方邦西北部和北阿坎德邦，其中最大食分位於北阿坎德邦傑莫利縣境內；
- 中国大陆：自西向東貫穿西藏自治區和四川省，其中覆蓋了貢嘎山頂峰，擦過重慶市江津區極東南端和綦江區極南端，自西北向東南斜貫貴州省北部、湖南省中部偏南、江西省南部、福建省南部（环食带横穿漳州市区和厦门思明区、区、海沧区全境、除北部外的集美区核心地带、翔安区南部部分地区，而同安区大部分处于环食带以外）

- 臺灣：金門縣除極東北角外的絕大部分、澎湖縣北部、雲林縣中南部、嘉義縣除西南部和東北角外的絕大部分、嘉義市全境、臺南市北部、高雄市東北部、南投縣南部、花蓮縣南部、臺東縣北部[3][4]。

除了上述狹窄的環食帶內能看到日環食之外，月球半影覆蓋範圍內都能看到日偏食，包括非洲除摩洛哥西部和北部、西非西部、圣赫勒拿、阿森松和特里斯坦-达库尼亚、安哥拉西南部、南部非洲西部和南部、馬達加斯加南部、馬斯克林群島以外的大部分，歐洲的南歐東半部、中歐東南部、東歐南半部，亞洲除俄羅斯北部、蘇門答臘南部、爪哇中西部以外的大部分，及澳大利亚北部、巴布亚新几内亚除東南角和布干维尔岛外的大部分、密克羅尼西亞島群中西部。

臺灣雲林縣北港鎮的日食過程

### 基本參數
- 類型：日環食

此次日環食過程中月影在地表移動的動畫

- 食甚中心處（位於印度北阿坎德邦傑莫利縣境內）資料：
  - 時間：2020年6月21日6:40:06.0
  - 地點：30°31.2′N 79°9.9′E / 30.5200°N 79.1650°E
  - 食分：0.9940（環食帶內最大）
  - 偽本影寬度：21.2公里
  - 日環食持續時間：38.2秒
- 環食最長處資料：
  - 時間：2020年6月21日4:48:28
  - 地點：1°16′N 17°48′E / 1.267°N 17.800°E
  - 偽本影寬度：85.2公里
  - 日環食持續時間：1分22.4秒[6]

## 圖像

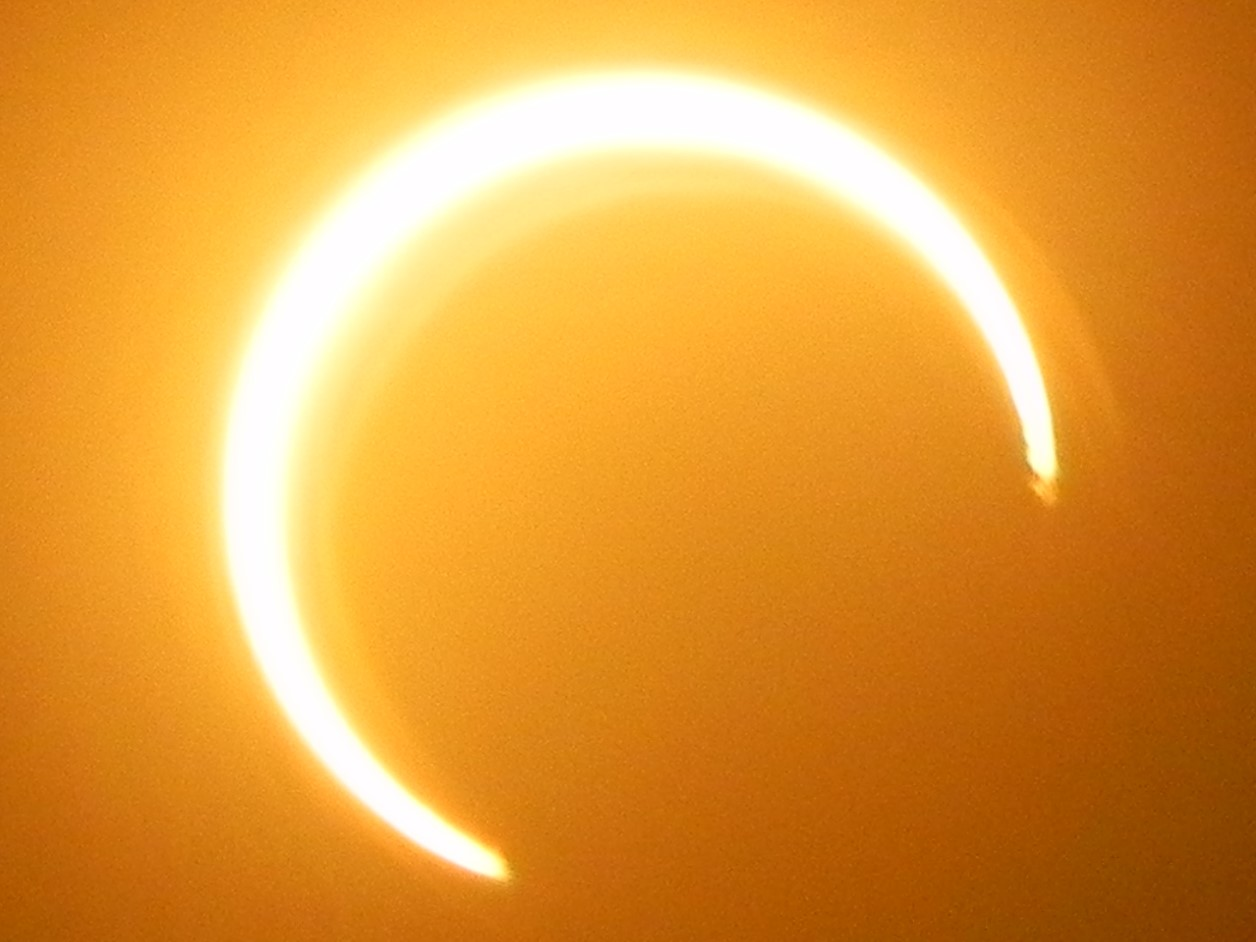
也門薩那，5:09 UTC
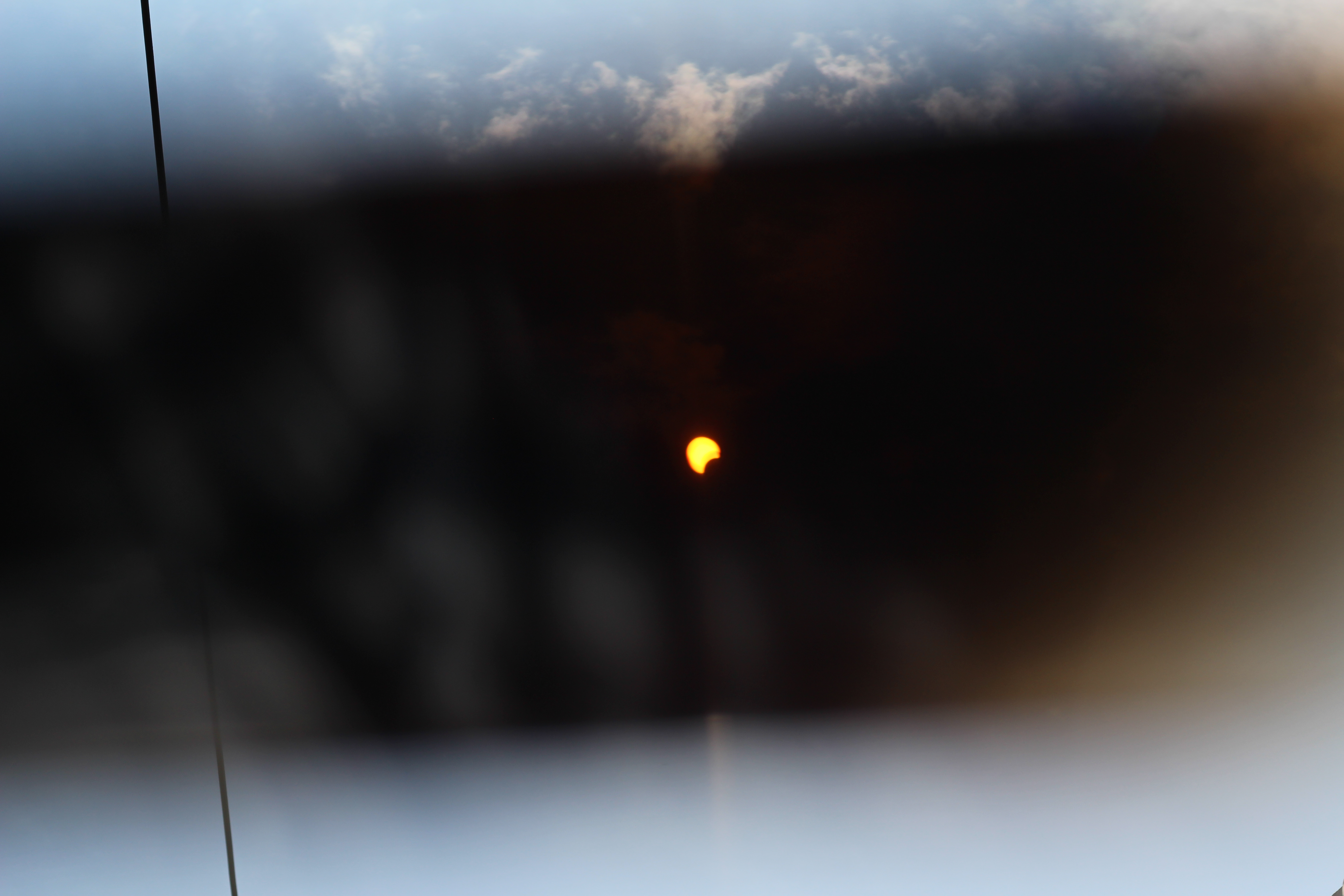
亞美尼亞久姆里，5:45 UTC
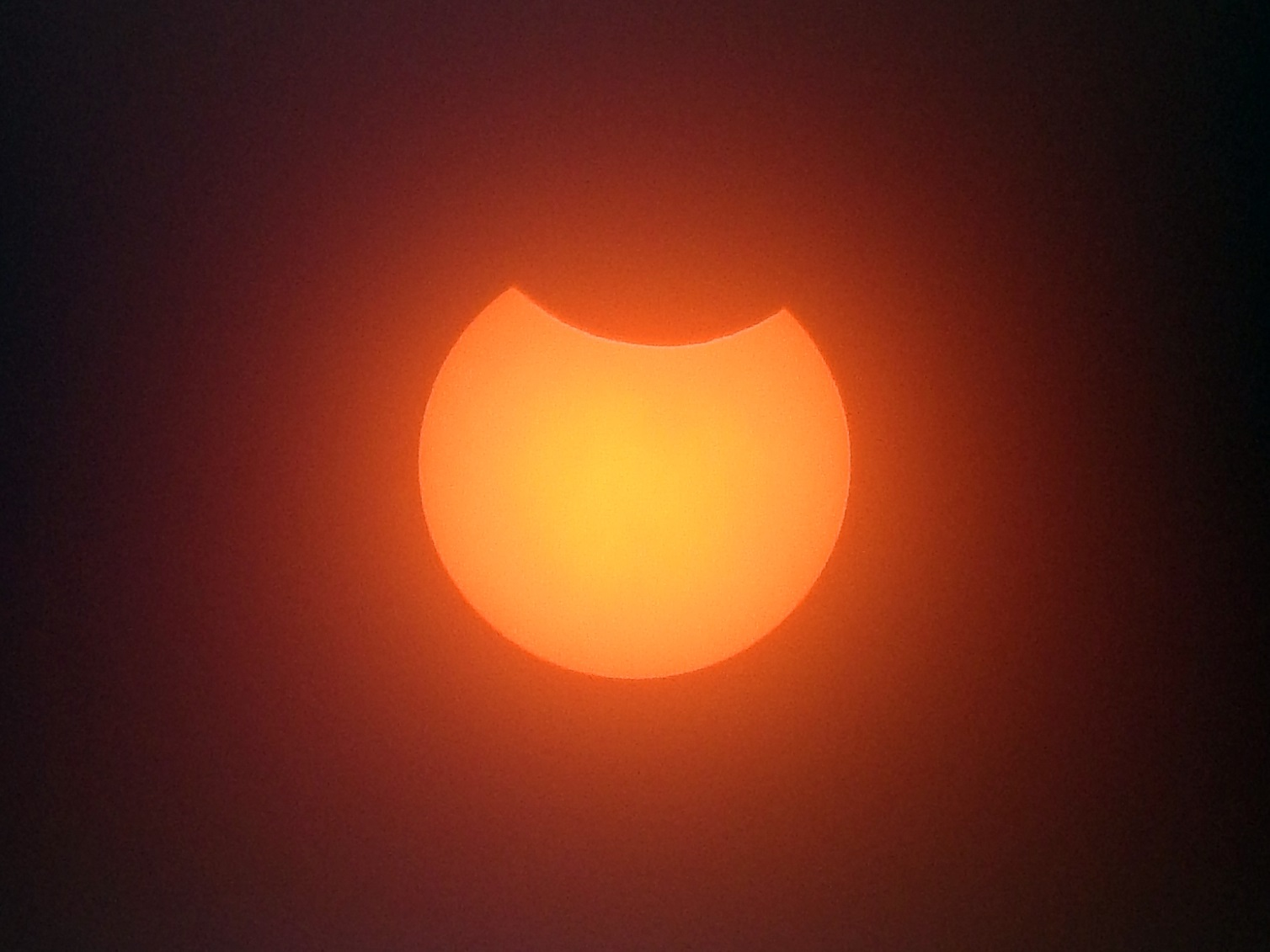
斯里蘭卡可倫坡，5:48 UTC
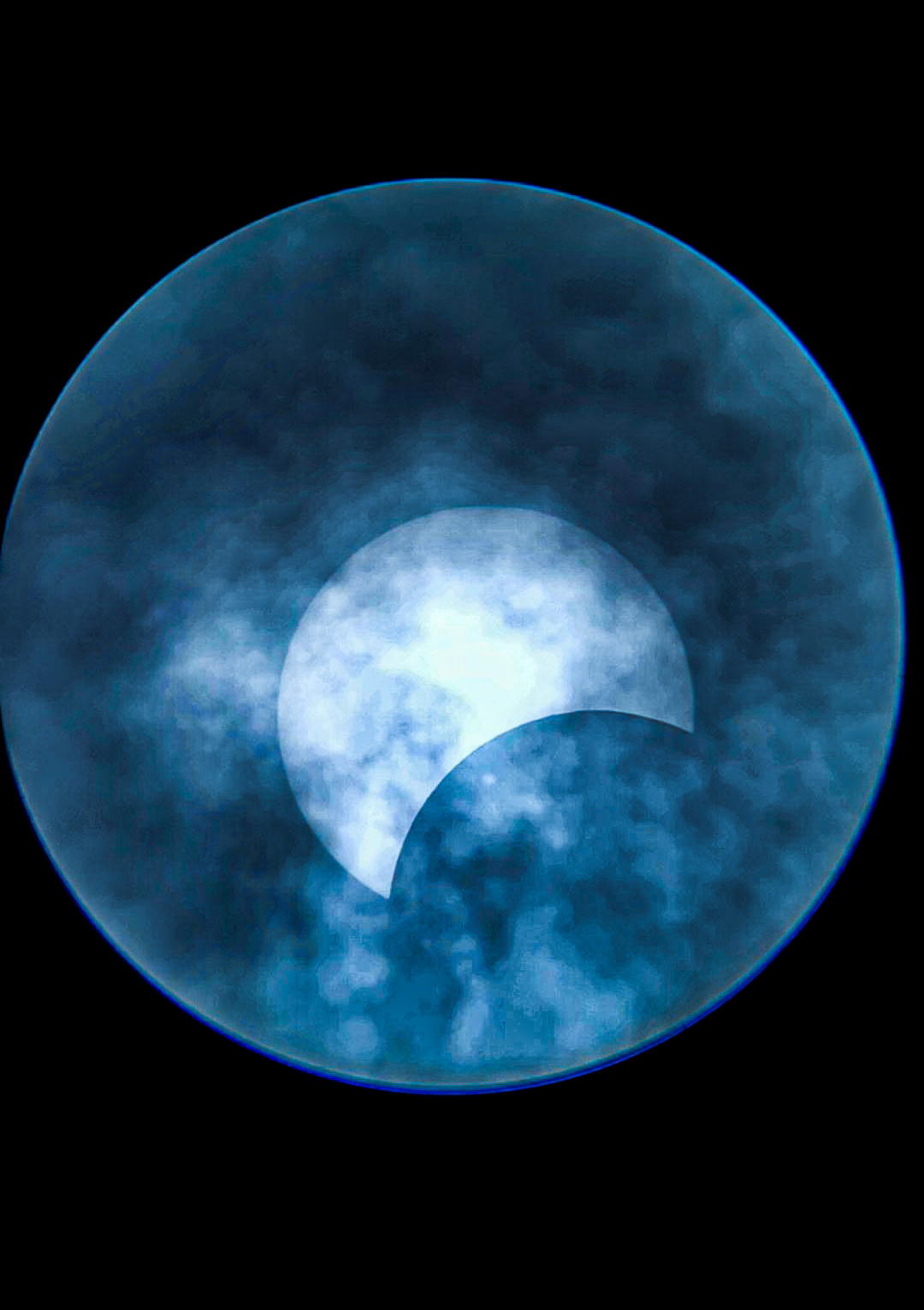
印度金奈，6:41 UTC
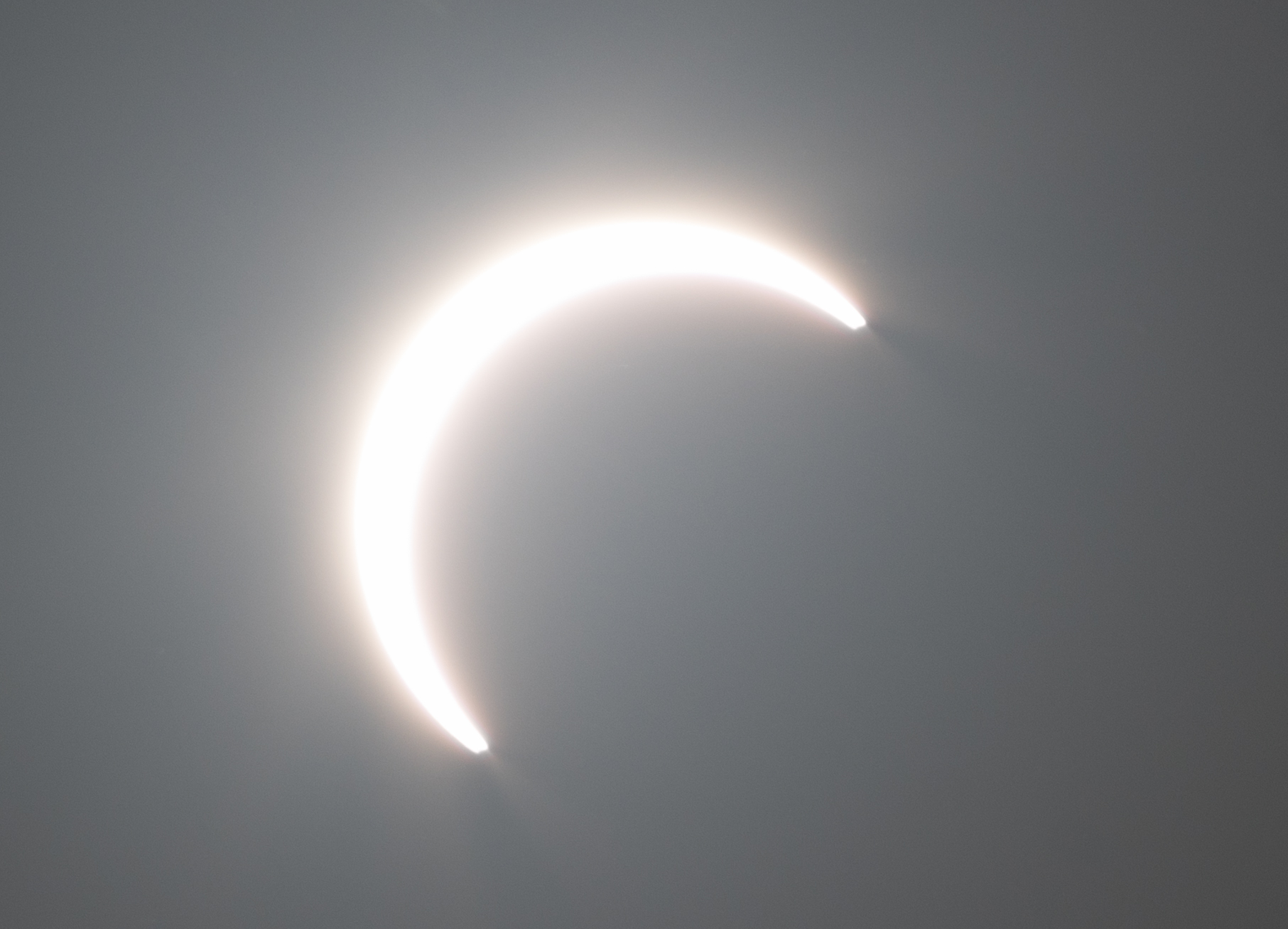
巴基斯坦拉合爾，6:49 UTC
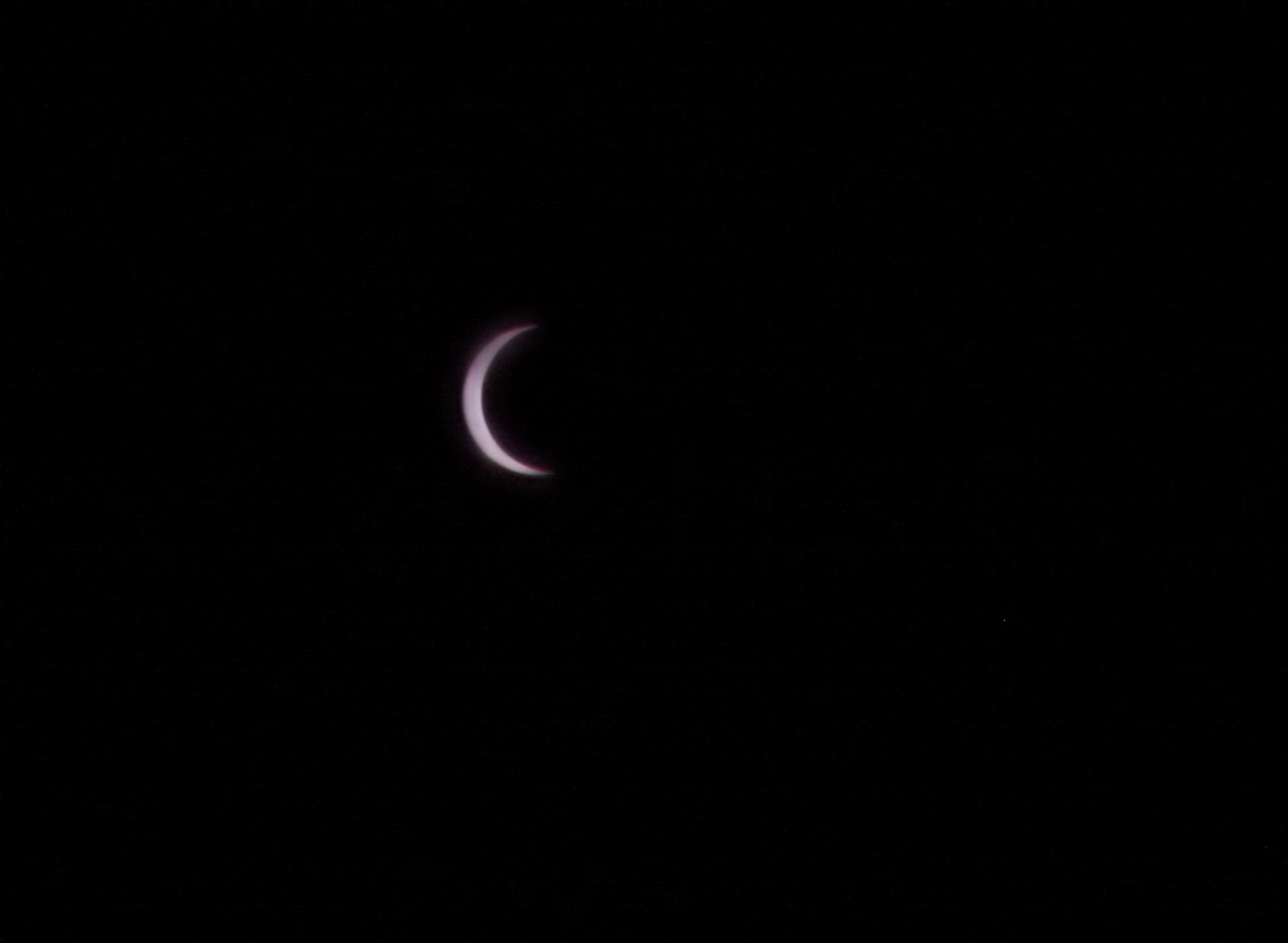
尼泊爾加德滿都，6:51 UTC
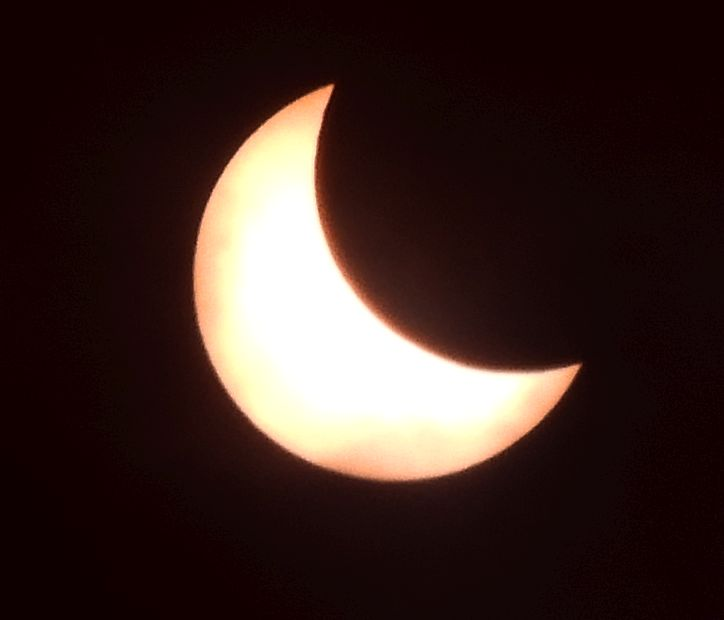
印度加爾各答，7:41 UTC
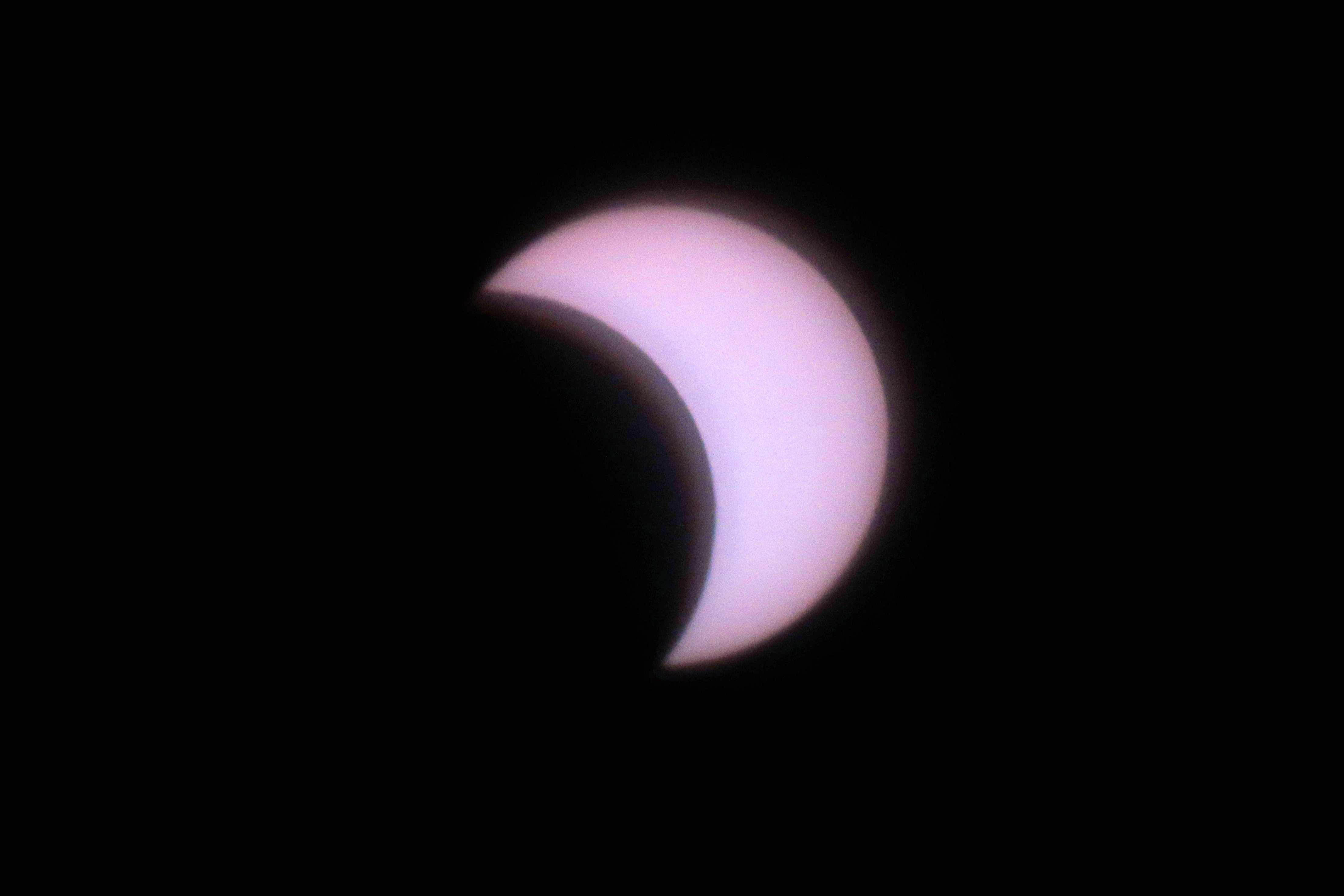
中國大陸北京市，7:50 UTC
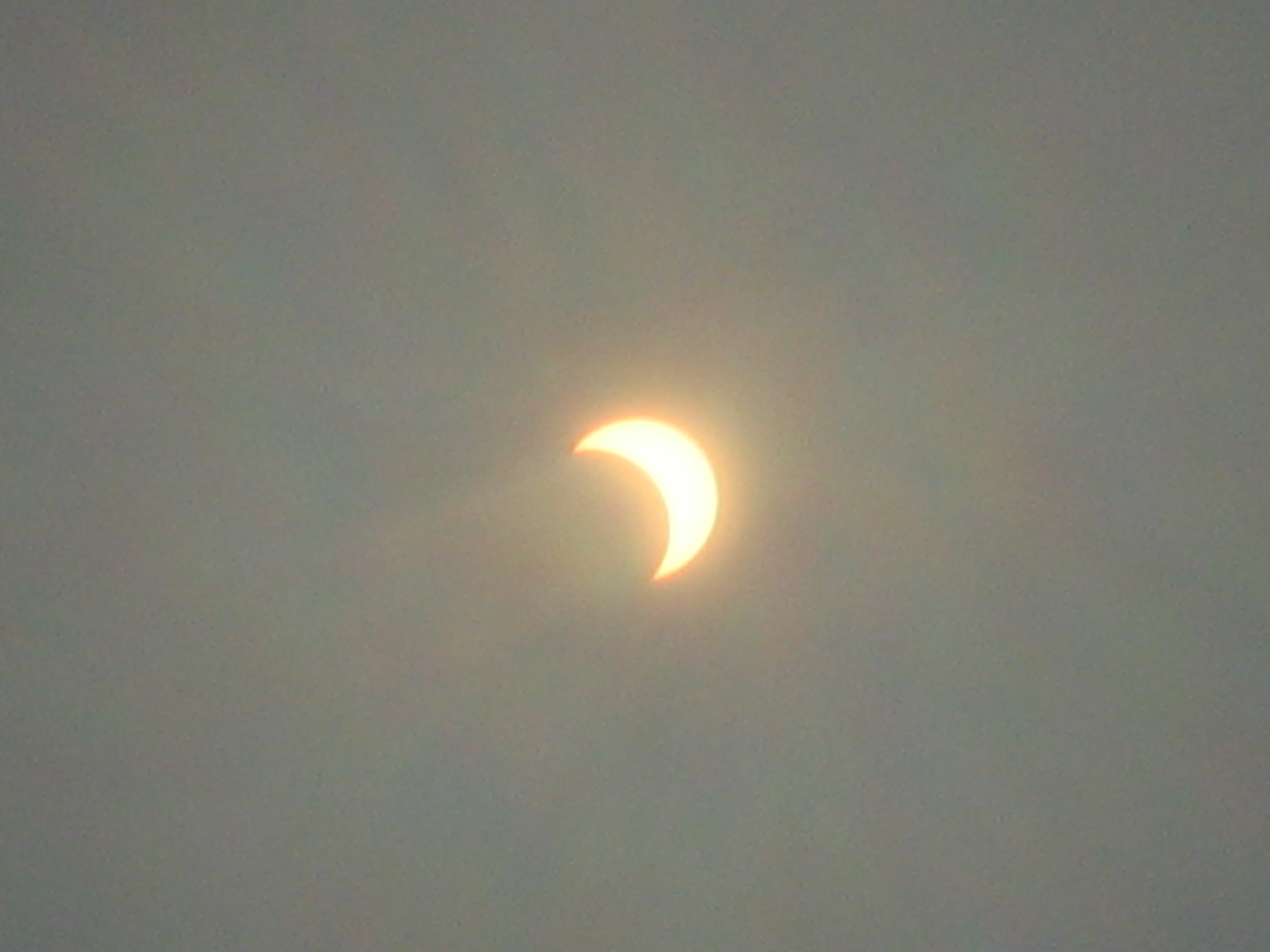
中國大陸濟南市，7:56 UTC
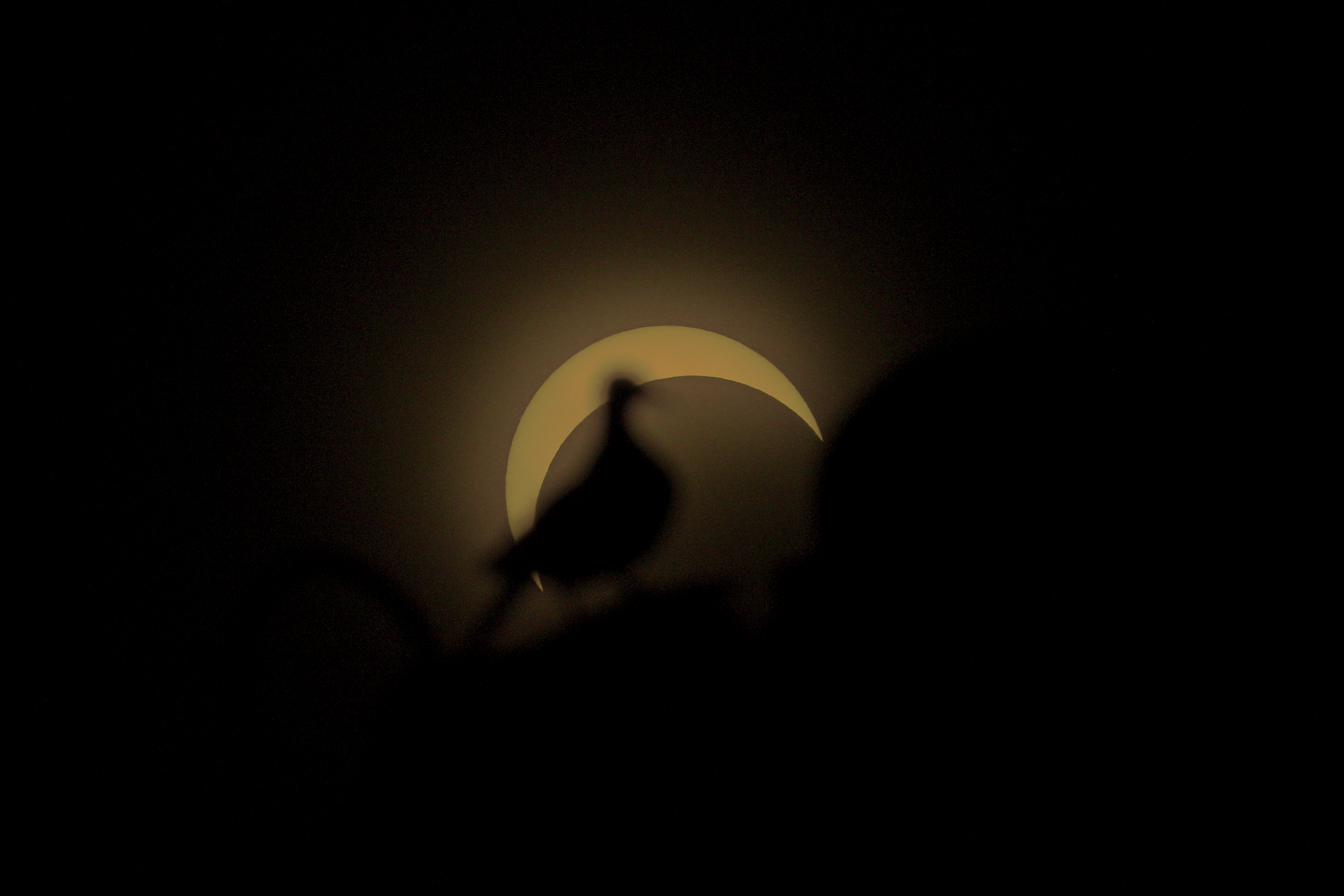
臺灣高雄市，8:05 UTC
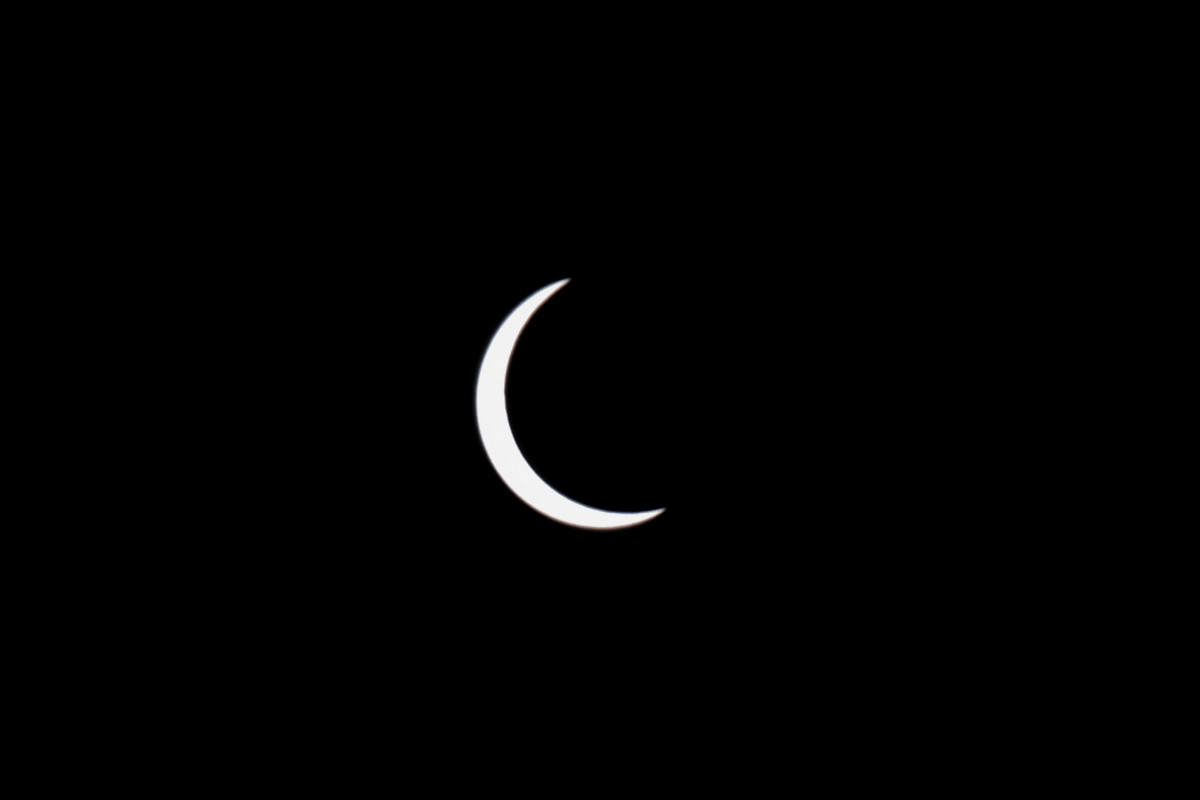
香港，8:08 UTC
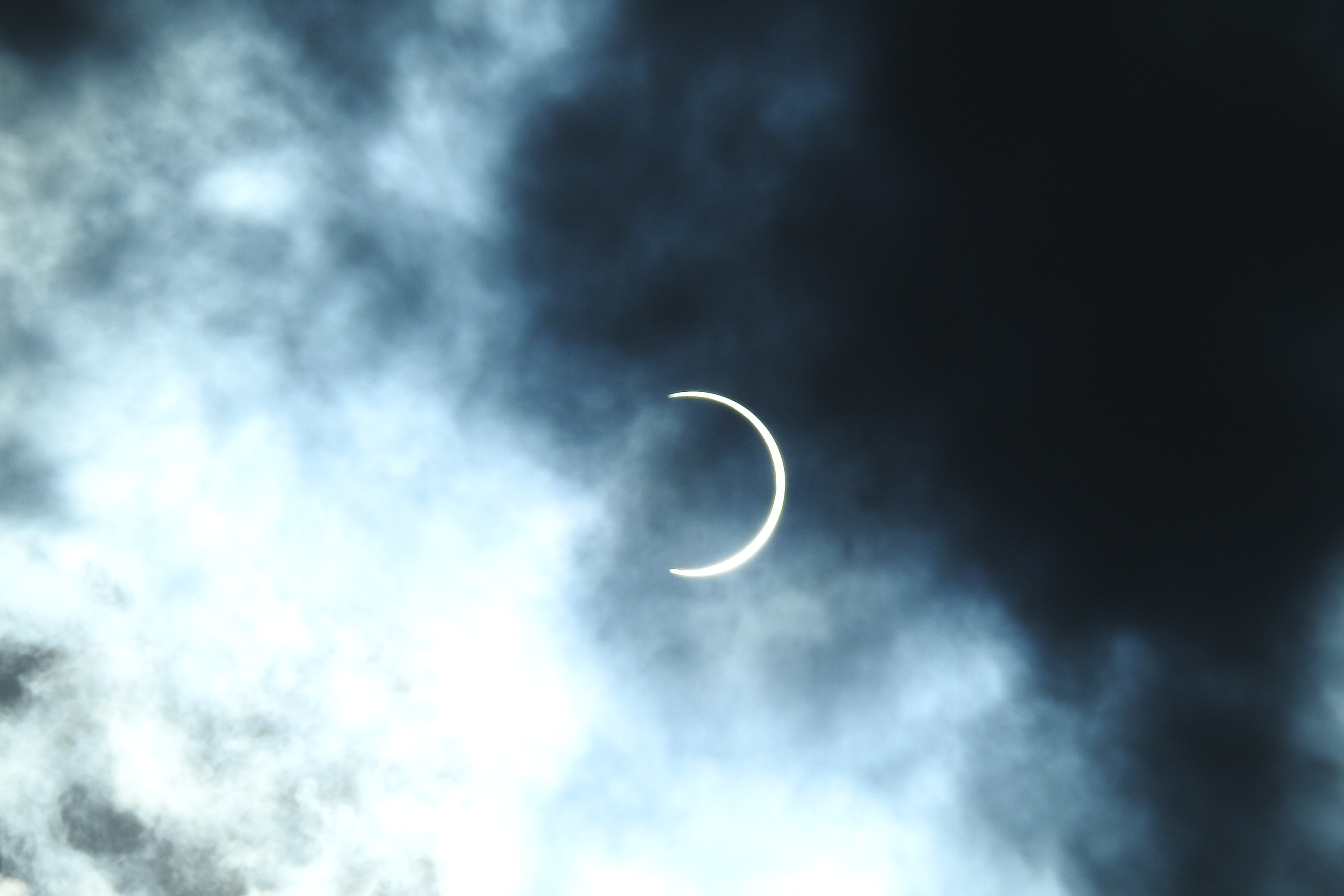
臺灣臺中市，8:09 UTC
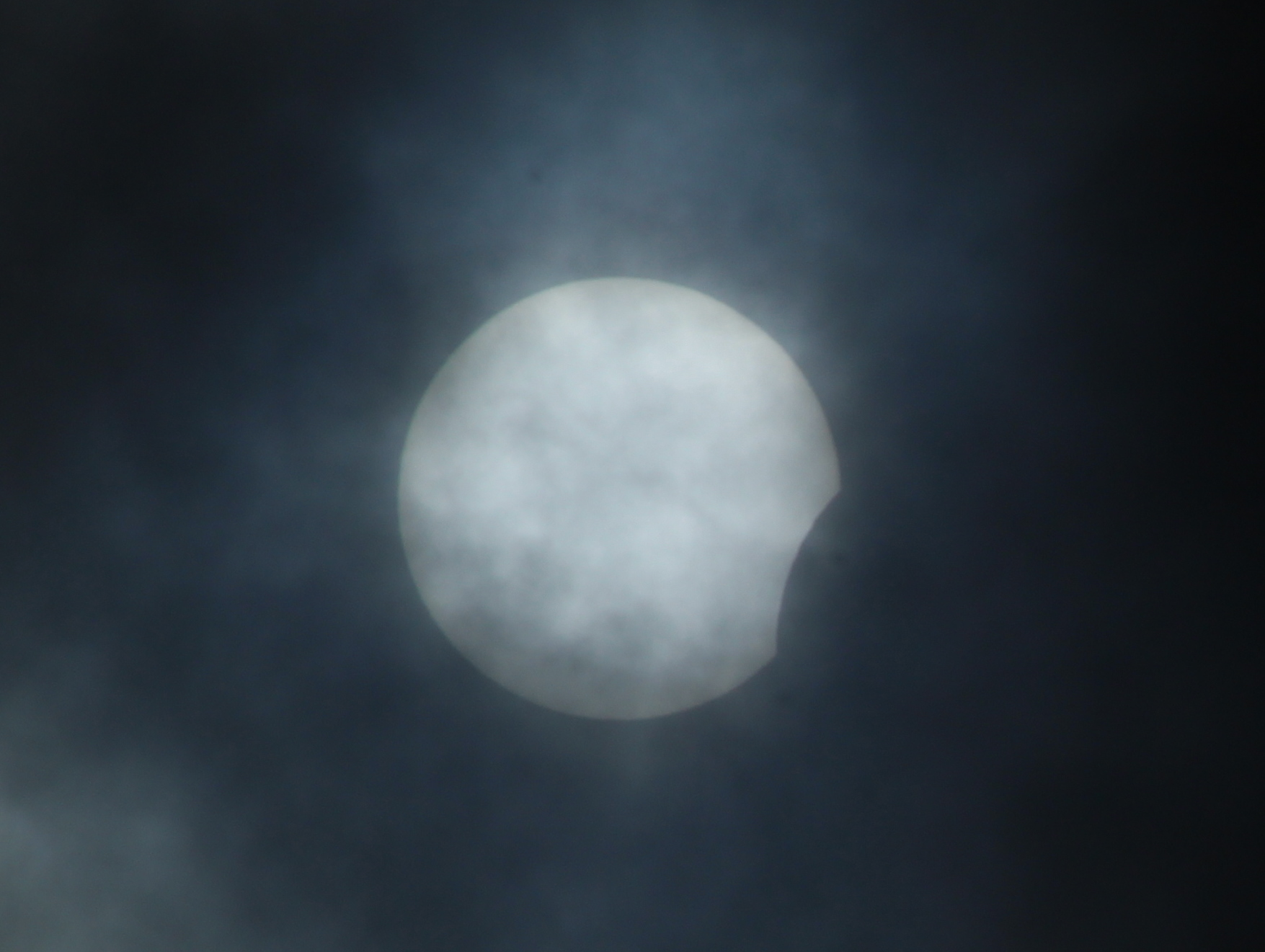
印尼邦加檳港，8:10 UTC
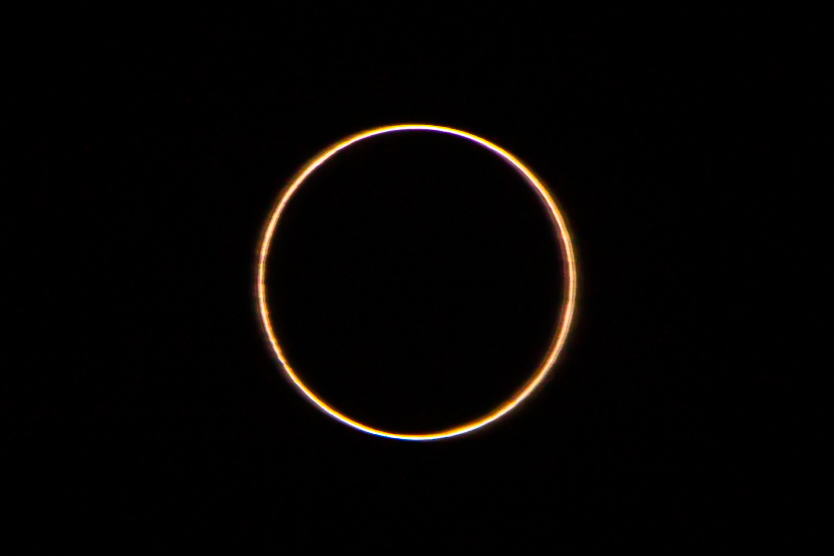
中國大陸廈門市，8:11 UTC
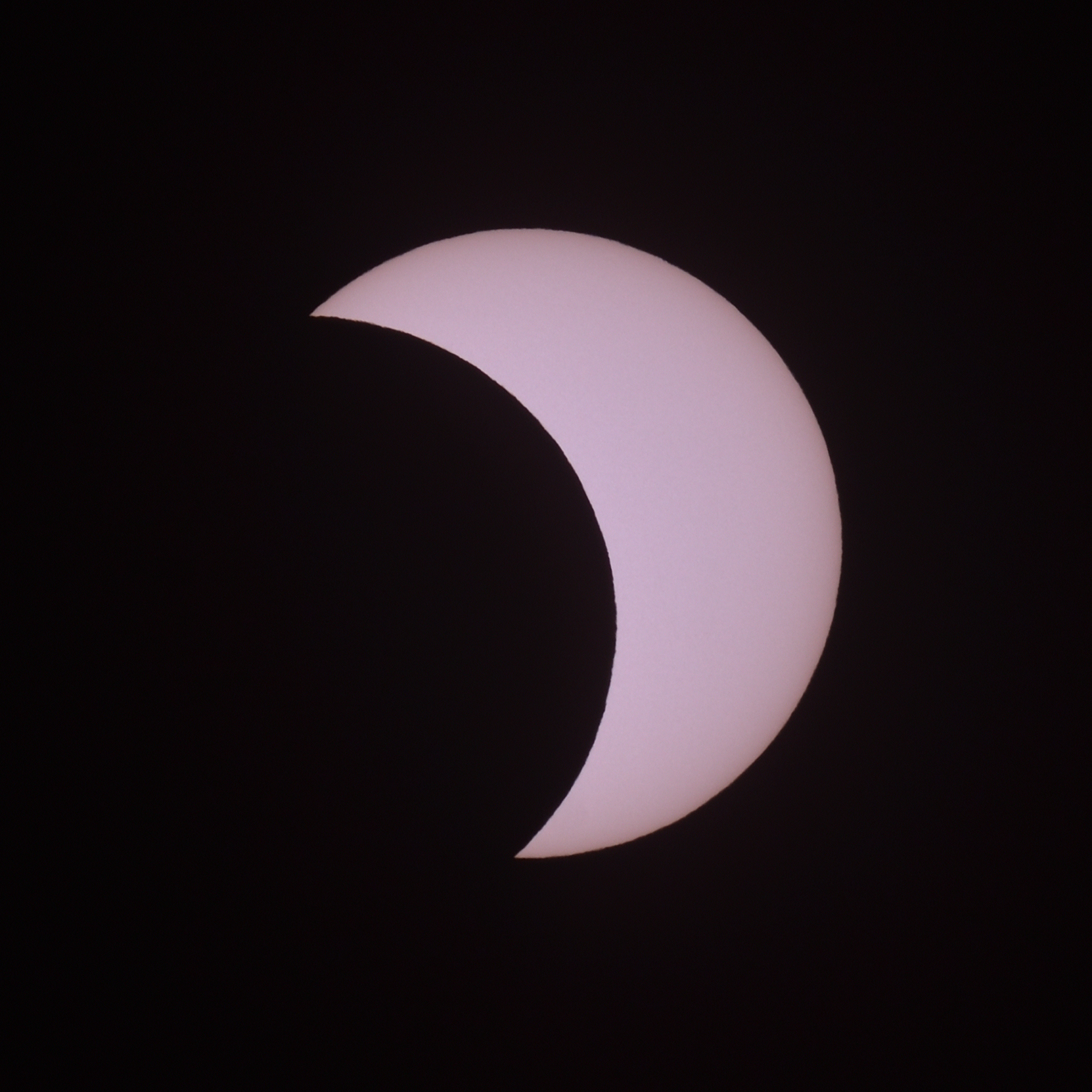
日本福岡市，8:12 UTC
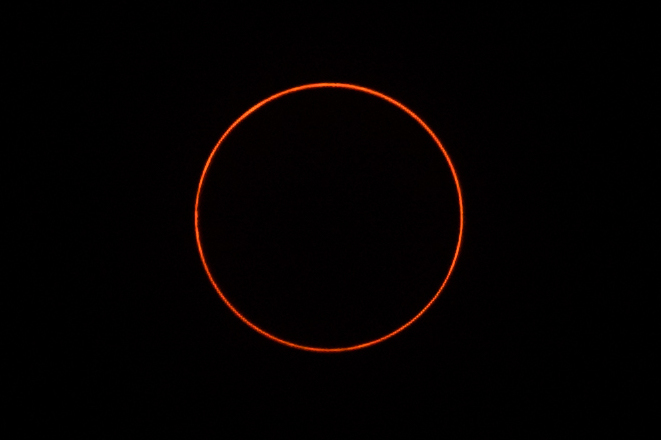
臺灣嘉義市，8:13 UTC
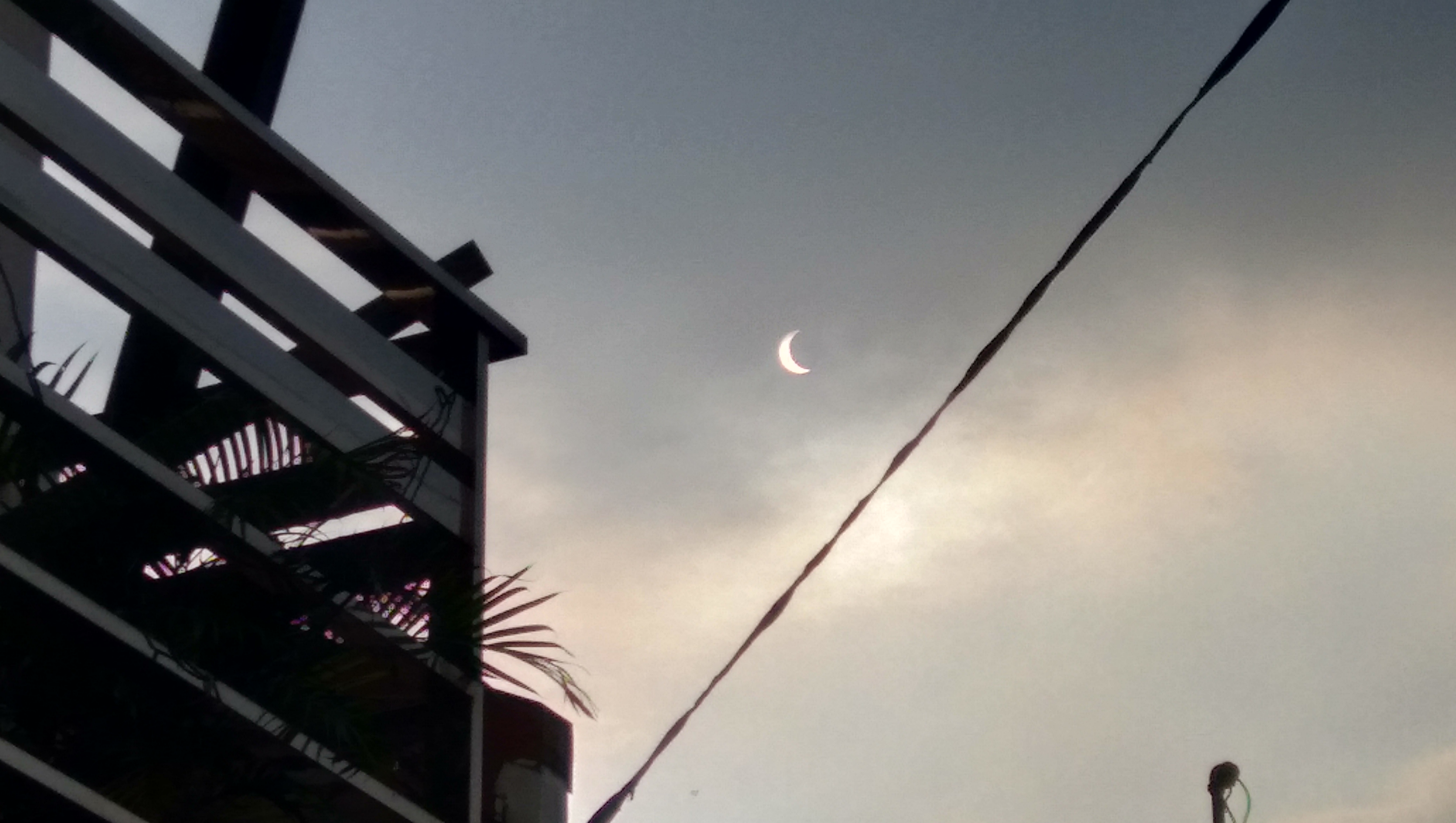
菲律賓聖荷西德孟特，8:23 UTC
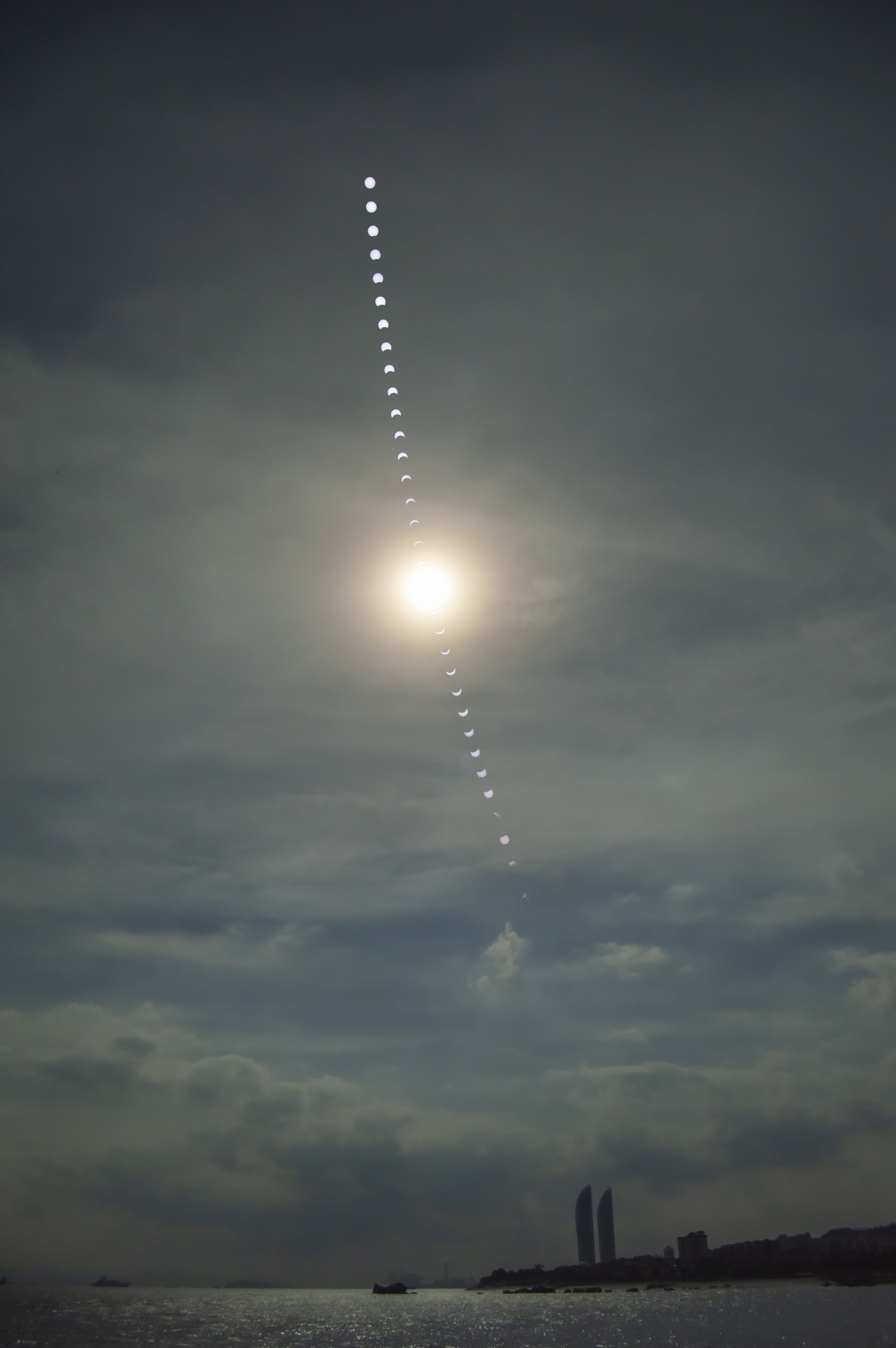
中國大陸廈門市的日食合成圖
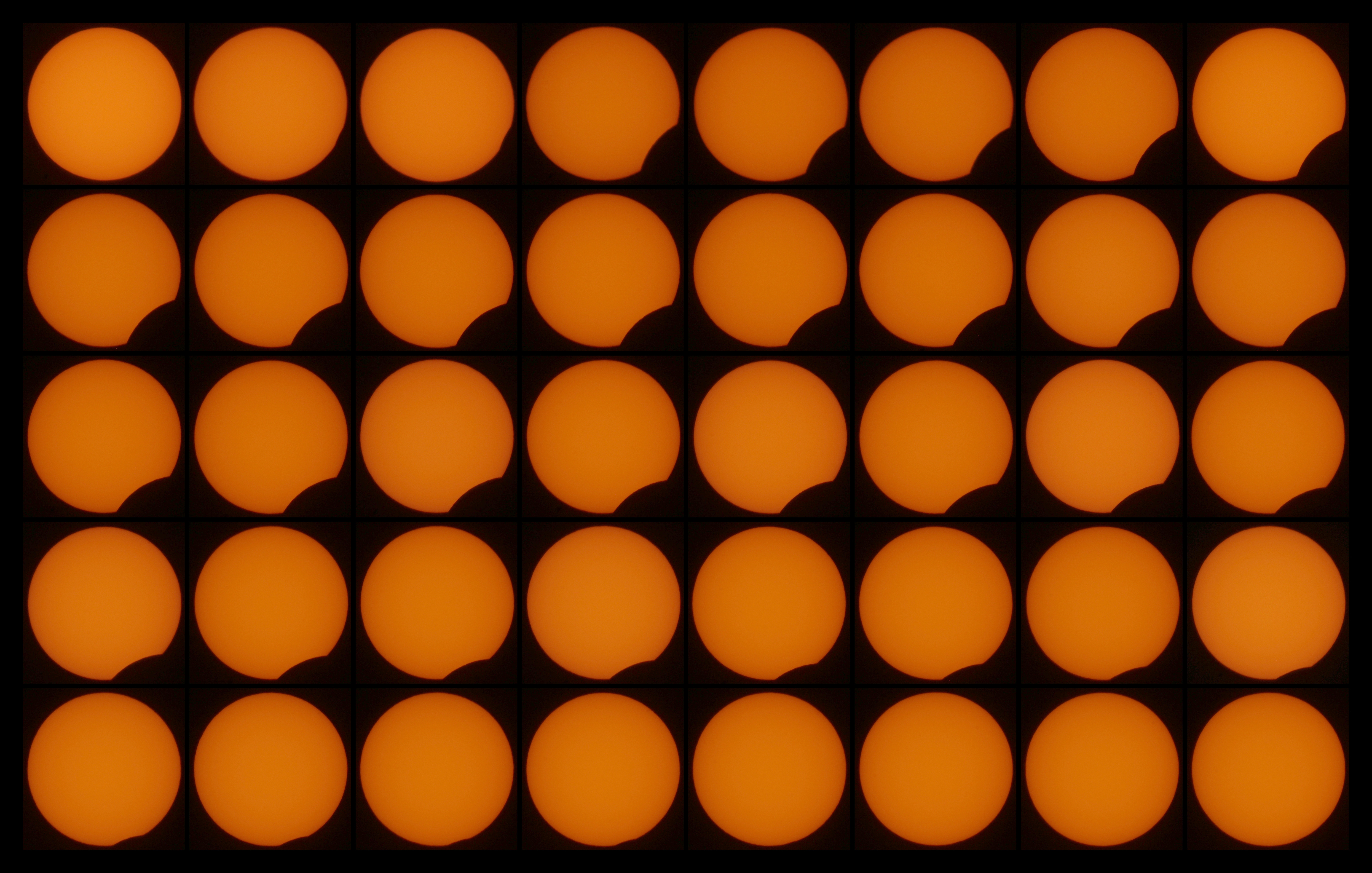
意大利奧里亞的日食過程
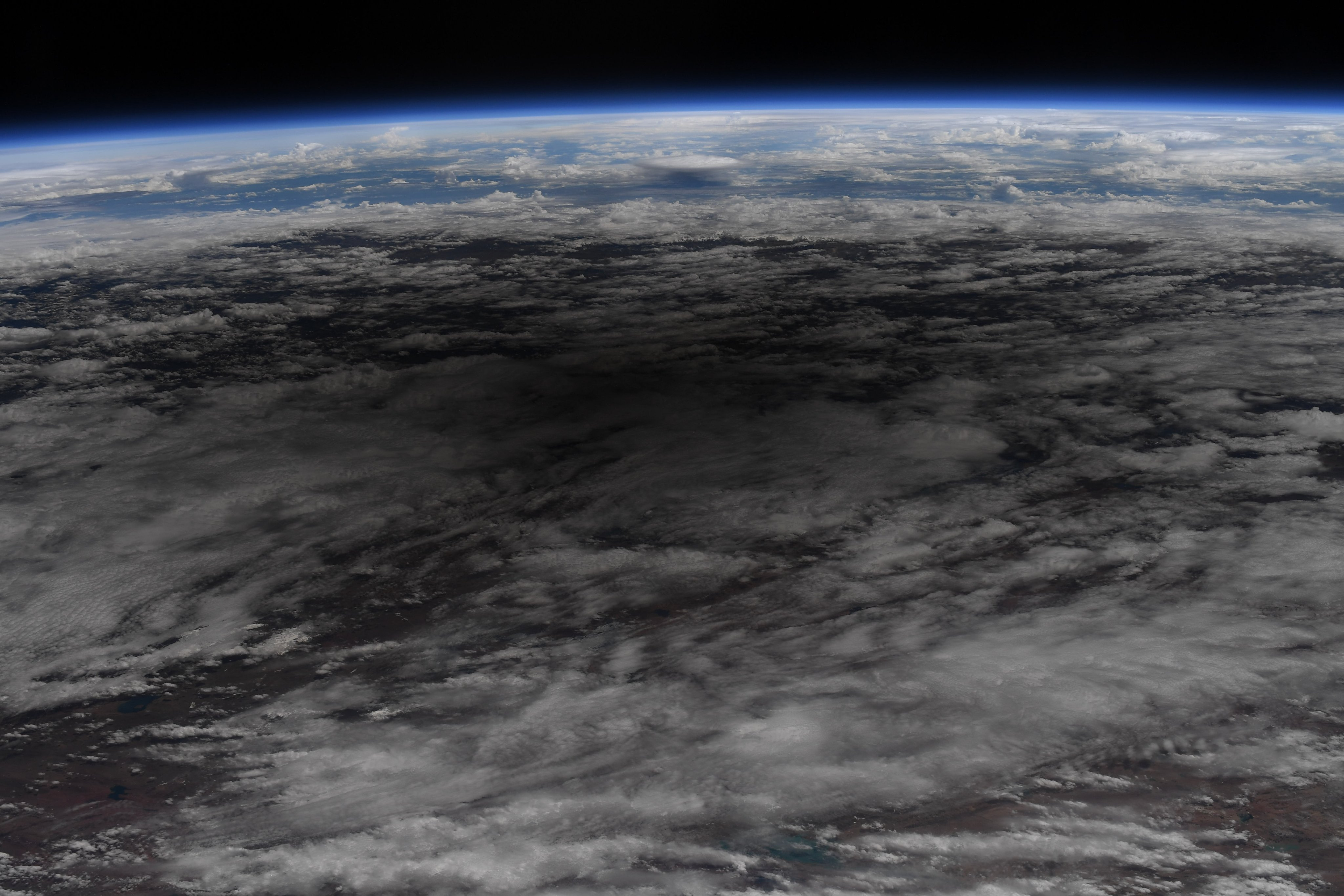
從國際太空站可見月球的偽本影横過地表
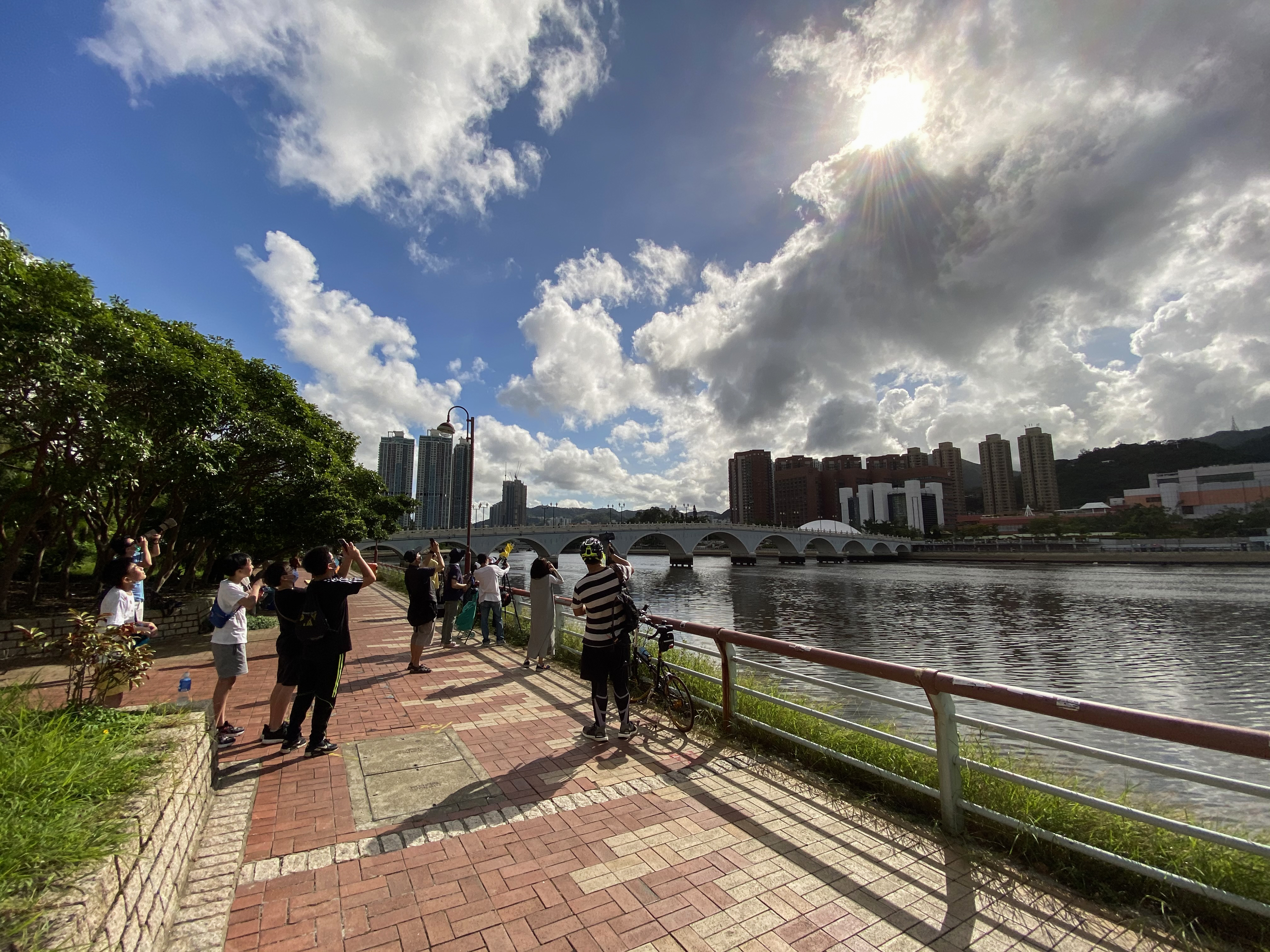
香港市民在沙田城門河看日食
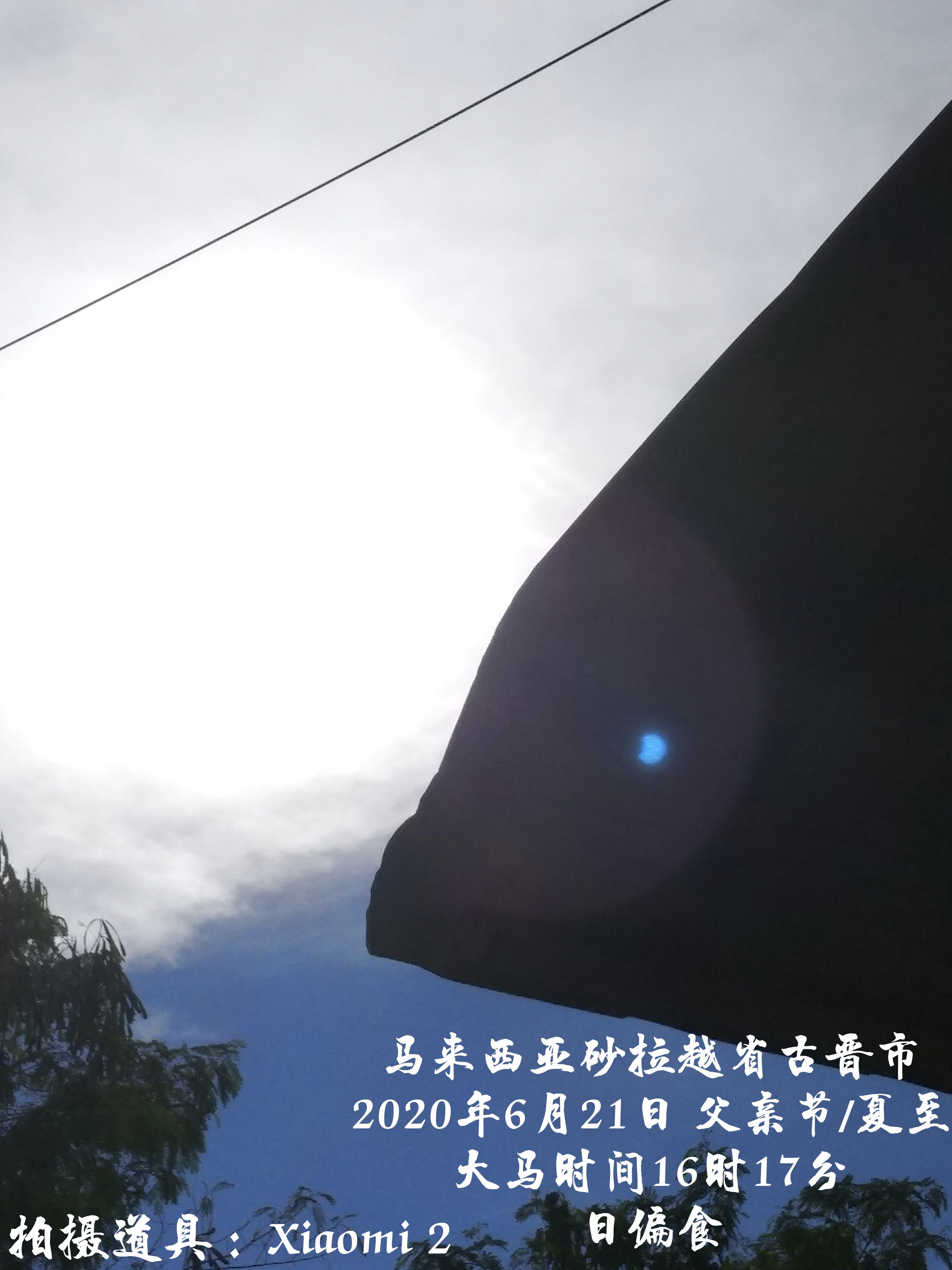
马来西亚砂拉越古晋市，0:17 UTC

## 相關的日食

### 2018-2021年的日食
月球交替位於相對的月球交點時，以半個交點年（食年），即約177天又4小時間隔出現下列日食。
註：2018年2月15日和2018年8月11日的日偏食屬於上一組交點年系列。
| 日食列表  |           |           |           |           |           |           |           |           |           |           |           |
| 1997-2000 | 2000-2003 | 2004-2007 | 2008-2011 | 2011-2014 | 2015-2018 | 2018-2021 | 2022-2025 | 2026-2029 | 2029-2032 | 2033-2036 | 2036-2039 |

| 升交點                   | 升交點                   |                            | 降交點                  | 降交點 |
| 沙羅周期                 | 地圖                     | 沙羅周期                   | 地圖                    |        |
| 117 澳洲墨爾本的日偏食   | 2018年7月13日 偏食（南） | 122 俄羅斯納霍德卡的日偏食 | 2019年1月6日 偏食（北） |        |
| 127 智利拉塞雷納的日全食 | 2019年7月2日 全食        | 132 斯里蘭卡賈夫納的日環食 | 2019年12月26日 環食     |        |
| 137 臺灣嘉義的日環食     | 2020年6月21日 環食       | 142                        | 2020年12月14日 全食     |        |
| 147                      | 2021年6月10日 環食       | 152                        | 2021年12月4日 全食      |        |

### 沙羅周期
沙羅周期長度為18年11天。本次日食屬於沙羅週期137，共包含70次日食，依次為1389年5月25日至1515年8月9日的8次日偏食、1533年8月20日至1695年12月6日的10次日全食、1713年12月17日至1804年12月11日的6次全環食（亦稱混合食）、1822年12月21日至1876年3月25日的4次日環食、1894年4月6日至1930年4月28日的3次全環食、1948年5月9日至2507年4月23日的32次日環食、2525年4月23日至2633年6月28日的7次日偏食，總共歷時1244.08年。其中最長的全食發生於1569年9月10日，共持續了2分55秒。
下表列舉了1901年至2100年間發生的屬於該周期的11次日食，是第30至40次：
| 30            | 31            | 32            |
| ------------- | ------------- | ------------- |
| 1912年4月17日 | 1930年4月28日 | 1948年5月9日  |
| 33            | 34            | 35            |
| 1966年5月20日 | 1984年5月30日 | 2002年6月10日 |
| 36            | 37            | 38            |
| 2020年6月21日 | 2038年7月2日  | 2056年7月12日 |
| 39            | 40            |               |
| 2074年7月24日 | 2092年8月3日  |               |

## 資料來源
1. ↑  樊忠玉. . 中国天文科普网.   [2018-01-24]. （原始内容存档于2014-09-17）.
2. 1 2  Fred Espenak. . NASA Eclipse Web Site.   [2018-01-24]. （原始内容存档于2016-11-19）.（英文）
3. ↑  Fred Espenak. . NASA Eclipse Web Site.   [2018-01-24]. （原始内容存档于2017-01-10）.（英文）
4. ↑  Xavier M. Jubier. .   [2018-01-24]. （原始内容存档于2018-01-24）.（法文）（英文）
5. ↑  Fred Espenak. . NASA Eclipse Web Site.   [2018-01-24]. （原始内容存档于2019-01-18）.（英文）
6. ↑  Fred Espenak. . NASA Eclipse Web Site.   [2018-01-24]. （原始内容存档于2017-02-08）.（英文）
7. ↑  Fred Espenak. . NASA Eclipse Web Site.（英文）

## 外部連結
- NASA日食專頁（页面存档备份，存于）（英文）
- 可見區域圖和時間統計：由弗雷德·埃斯佩纳克做出的日食預報，NASA/GSFC
  - Google互動地圖呈現的日食範圍
  - 貝塞爾元素
- Google地圖顯示的日環食和日偏食範圍（页面存档备份，存于）（法文）（英文）

| \| \| 日食 \|                              |                              |                                            |
| 上一次日食： 2019年12月26日日食 （日環食） | 2020年6月21日日食 （日環食） | 下一次日食： 2020年12月14日日食 （日全食） |
| 上一次日環食： 2019年12月26日日食          | 2020年6月21日日食 （日環食） | 下一次日環食： 2021年6月10日日食           |
|                                            | 日食                         |                                            |